# مالكوم إيكلس
مالكوم إيكلس (بالإنجليزية: Malcolm Eccles)‏ هو شخصية أعمال أسترالي، ولد في 1969.